# Nampeyo
Nampeyo, pseudonimo di Iris Nampeyo (Hano Pueblo, 1859 – Arizona, 1942), è stata un'artista nativa americana Hopi-Tewa, nota come vasaia, vissuta nella Riserva Hopi in Arizona.
Il suo nome Tewa era anche scritto Num-pa-yu, che significa "serpente che non morde". Il suo nome è anche citato come Nung-beh-yong, termine Tewa per "serpente delle sabbie".
Ha utilizzato tecniche antiche per la fabbricazione e la cottura del vasellame e ha utilizzato motivi tratti dall'antica arte hopi e da frammenti trovati fra le rovine di Sikyátki del XV secolo a First Mesa. Le sue opere sono presenti in collezioni negli Stati Uniti e in Europa, tra cui in numerosi musei, quali il National Museum of American Art, il Museum of Northern Arizona, lo Spurlock Museum e il Peabody Museum of Archaeology and Ethnology presso l'Università di Harvard.
Il 6 dicembre 2010, alla Bonhams Auction House di San Francisco, è stato registrato un record mondiale per il vasellame dei nativi americani del sud-ovest, quando una delle opere d'arte di Nampeyo, un vaso di ceramica decorato, è stata venduta per 350 000 dollari.

## Biografia

### Primi anni di vita

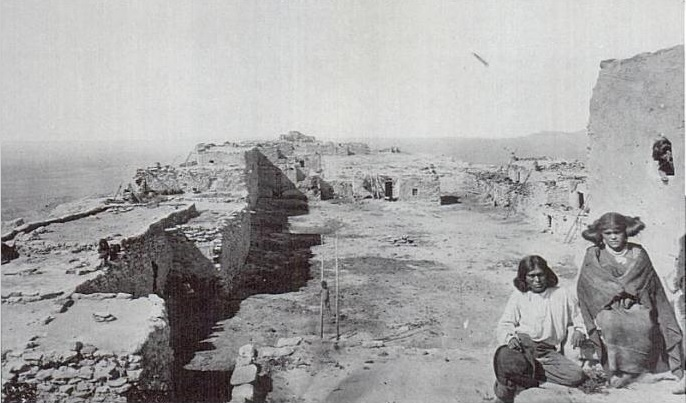
Nampeyo e suo fratello Tom Polacca sul tetto dell'abitazione del clan Corn nel villaggio di Hano, fotografia scattata nel 1875 da William Henry Jackson (Colorado Historical Society)

Nampeyo nacque nel 1859, nel 1860 o nel 1868, a First Mesa nel villaggio di Hano, noto anche come Tewa Village, composto principalmente da discendenti del popolo Tewa del New Mexico settentrionale che fuggirono verso ovest nelle terre degli Hopi intorno al 1702 per proteggersi dagli spagnoli dopo la rivolta dei Pueblo del 1680. Sua madre, White Corn, era una Tewa; suo padre Quootsva, originario della vicina Walpi, era membro del clan Snake della nazione Hopi. Secondo la tradizione, Nampeyo nacque in seno al clan Tewa Corn di sua madre. La tradizione attribuiva anche alla nonna paterna il compito di darle il nome. Sua nonna, membro del clan Snake, chiamò la bambina Tcu-mana, ovvero "ragazza serpente" nella lingua Hopi. La famiglia di sua madre, con cui viveva, parlava Tewa e per questo la chiamava Nampeyo, che ha lo stesso significato. Aveva tre fratelli più grandi, Tom Polacca, Kano e Patuntupi, noto anche come Squash; i suoi fratelli nacquero tra il 1849 e il 1858 circa. Nampeyo non sapeva né leggere né scrivere e non andò mai a scuola.
William Henry Jackson la fotografò per la prima volta nel 1875; si dice che fosse una delle artiste vasaie più fotografate nel sud-ovest del Paese durante gli anni '70 dell'Ottocento.
Poco dopo questo scatto, Nampeyo sposò Kwivoya, ma il loro matrimonio non funzionò e non convissero mai. Intorno al 1878 o al 1881, Nampeyo sposò il suo secondo marito, Lesou (o Lesso), un membro del clan Cedarwood a Walpi. La loro prima figlia, Annie, nacque nel 1884; William Lesso nacque intorno al 1893; Nellie nacque nel 1896; Wesley nel 1899; Fannie nacque nel 1900.

### Carriera

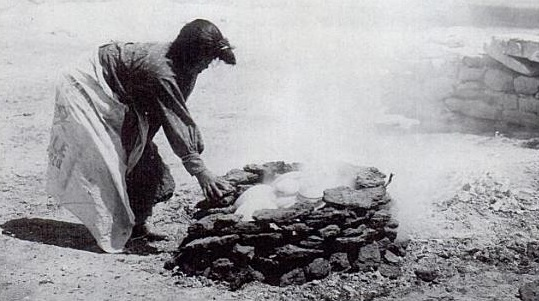
Nampeyo mentre cuoce ceramica, 1901

Il popolo Hopi realizza ceramiche dipinte con disegni e Nampeyo finì per essere considerata una delle migliori vasaie Hopi. Nampeyo potrebbe aver appreso la lavorazione del vasellame Hopi grazie agli sforzi della madre di suo padre, anche se la sua biografa Barbara Kramer ritiene che questa teoria sia implausibile.
Negli anni '70 del XIX secolo, Nampeyo ottenne un reddito stabile vendendo i suoi lavori presso un trading post locale gestito da Thomas Keam. Nel 1881 era già nota per le sue opere in stile "Hopi antico" di Walpi.

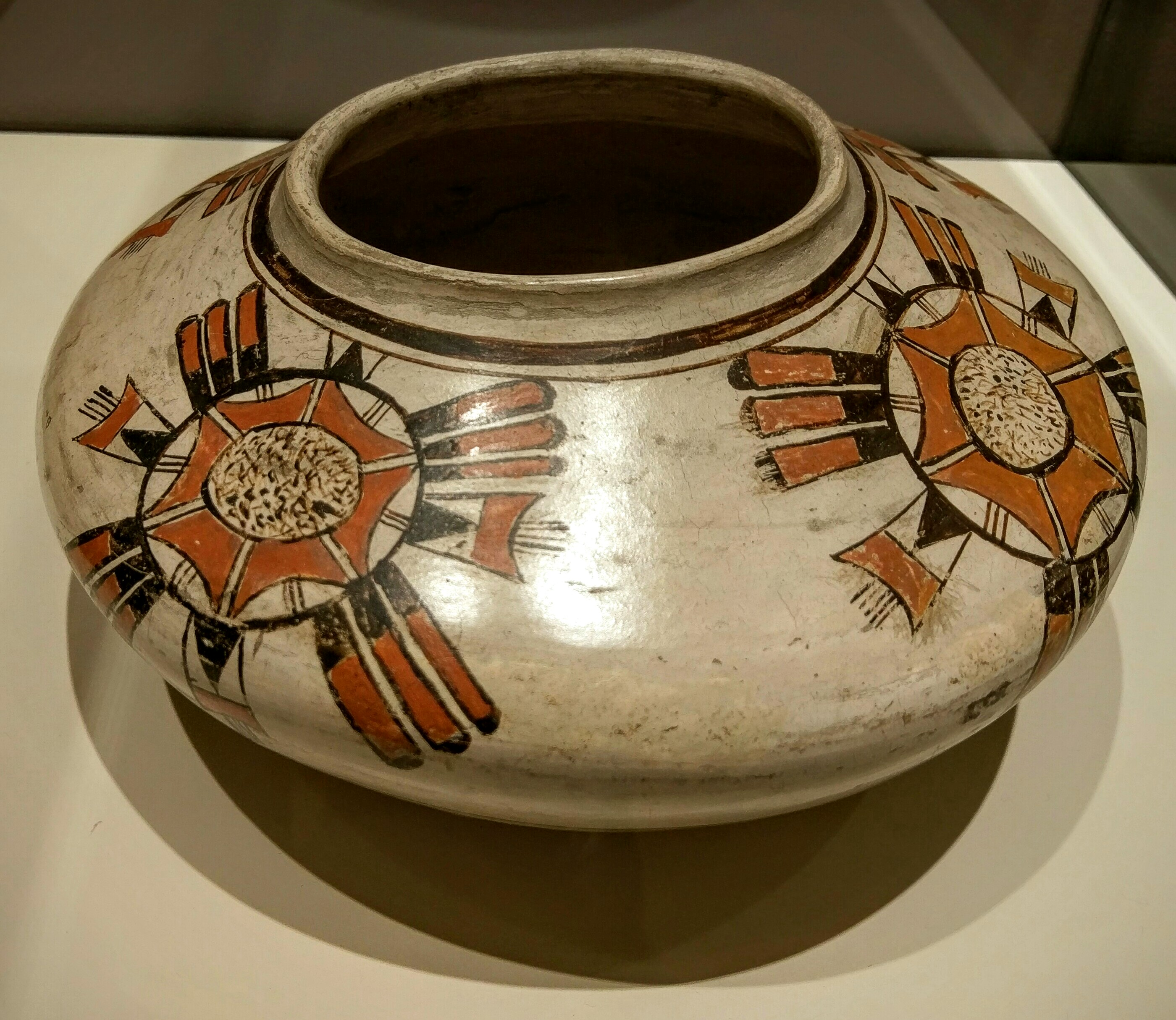
Un barattolo per semi realizzato da Nampeyo intorno al 1905

Nampeyo cominciò a interessarsi sempre di più alle forme e ai disegni del vasellame antico, riconoscendolo come superiori alla produzione Hopi sua coeva. Lesou, suo marito, sarebbe statoo impiegato dall'archeologo J. Walter Fewkes negli scavi delle antiche rovine del villaggio Hopi di Sikyátki a First Mesa negli anni '90 del XIX secolo. Lesou aiutò Nampeyo a trovare frammenti di vasi con disegni antichi che copiarono su carta e furono poi incorporati nella produzione di Nampeyo. Tuttavia, ella iniziò a realizzare copie di vasellame protostorico dal XV al XVII secolo provenienti da antichi siti di villaggi, come Sikyátki, che fu esplorato prima di Fewkes e Thomas Varker Keam. Nampeyo sviluppò il suo stile basato sui disegni tradizionali, noti come vasellamen Hopi Revival da vecchi disegni Hopi e vasi di Sikyátki. Questo è il motivo per cui i ricercatori si riferiscono al suo stile come Sikyatki Revival, dal sito protostorico.

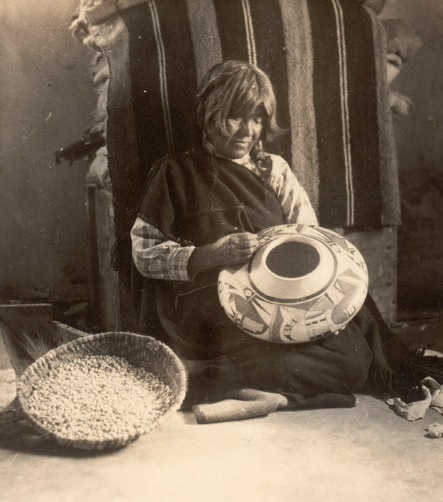
Nampeyo con uno dei suoi recipienti in stile Sikyátki Revival, ca. 1908–1910. Hopi, Arizona. Foto di Charles M. Wood. P07128

Keam assunse i vasai della First Mesa per realizzare delle riproduzioni delle opere. Nampeyo era particolarmente abile. Le sue opere ebbero successo e vennero collezionate in tutti gli Stati Uniti e in Europa.

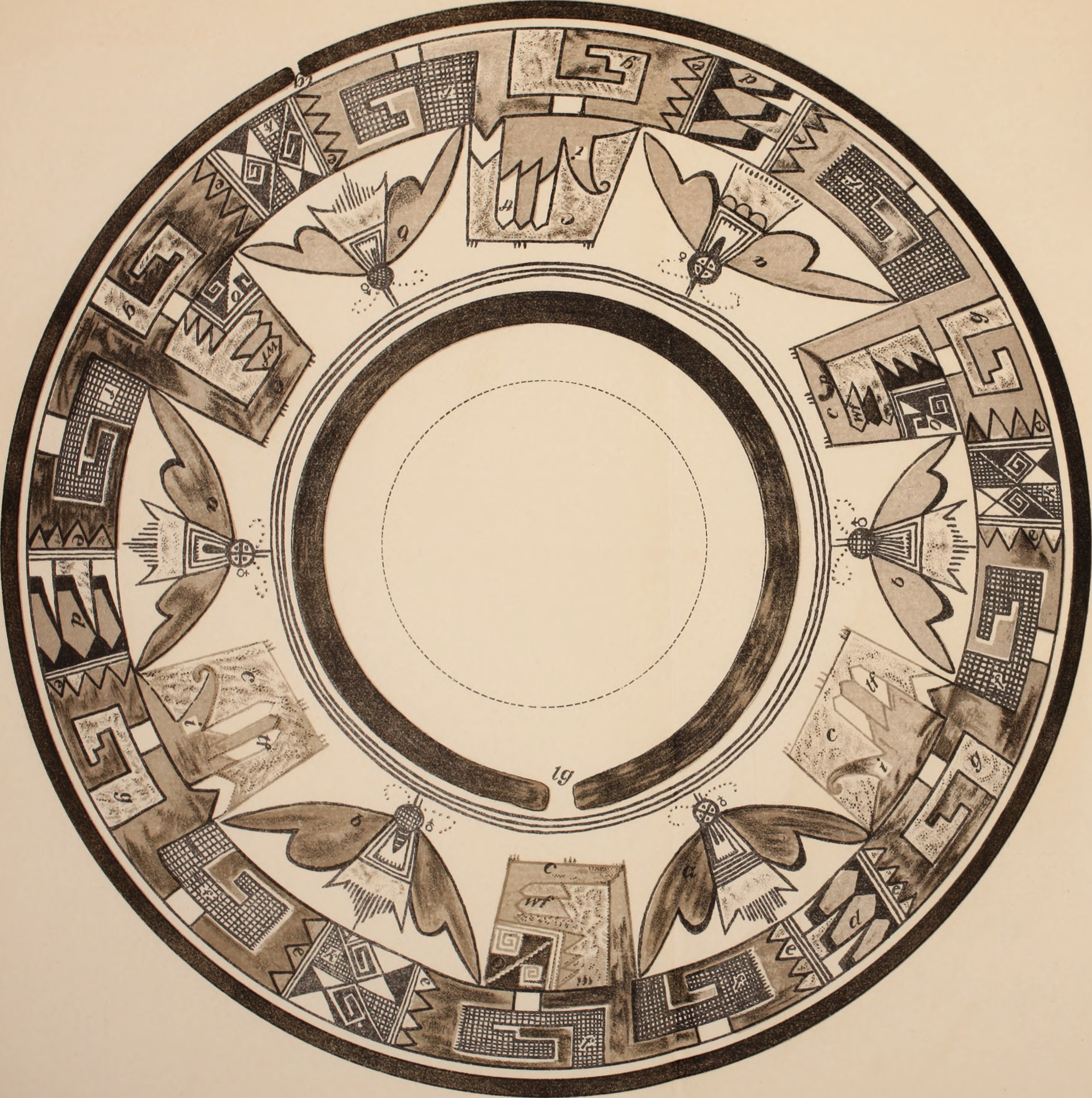
Vaso Sikyatki con motivo a falena, rinvenuto intorno al 1895. Questo diventò uno dei suoi modelli preferiti.

Kate Cory, un'artista e fotografa che visse tra gli Hopi dal 1905 al 1912 a Oraibi e Walpi, scrisse che Nampeyo usava ossa di pecora nel fuoco, che si ritiene rendessero il fuoco caldo o rendessero la ceramica più bianca, e levigava i vasi cotti con una pianta con un fiore rosso. Entrambe le tecniche rappresentavano antiche tecniche dei vasai Tewa. Nampeyo usava fino a cinque argille diverse in una singola creazione, quando di solito ne venivano utilizzate due.
Nampeyo e suo marito viaggiarono a Chicago nel 1898 per esporre i suoi vasi. Tra il 1905 e il 1907, produsse e vendette esemplari in una struttura simile a un pueblo chiamata Hopi House, un'attrazione turistica (una combinazione tra museo, negozio di curiosità, teatro e spazio abitativo per ballerini e artisti nativi americani) presso il lodge del Grand Canyon, gestito dalla Fred Harvey Company. Nel 1910 espose  alla Chicago United States Land and Irrigation Exposition.
Uno dei suoi pattern più famosi, il pattern della migrazione, rappresentava la migrazione del popolo Hopi, con motivi di piume e artigli di uccello. Un esempio è un vaso degli anni '30 nella collezione del National Museum of the American Indian dello Smithsonian Institution a Washington. Il suo lavoro si distingue per le forme del vasellame e i disegni. Realizzò ceramiche larghe, basse, arrotondate e sagomate e, negli anni successivi, giare alte. Molte delle sue opere sono identificabili per i suoi «disegni riconoscibili» e «le sue idiosincrasie artistiche».
La fotografia di Nampeyo è stata spesso utilizzata nelle brochure turistiche del sud-ovest americano.
Nampeyo cominciò a perdere la vista a causa di un tracoma verso la fine del XX secolo. Dal 1925 fino alla sua morte realizzò vasi col solo uso del tatto, che poi venivano dipinte dal marito, dalle figlie o da altri membri della famiglia. Poiché i pittori erano diversi, lo stile cambiò diventando più elaborato e geometrico.

### Morte

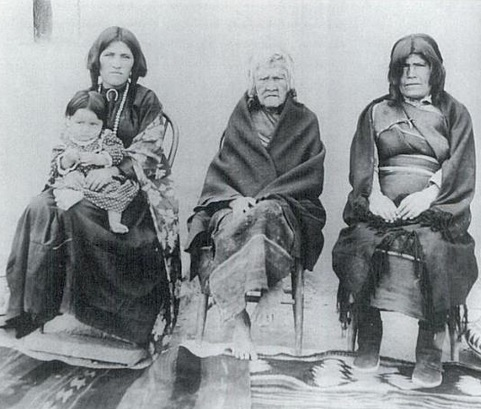
Nampeyo nel 1901 (a destra) con la figlia maggiore, Annie Healing (a sinistra) che tiene in braccio la nipote Rachel, e la madre White Corn (al centro).

Nampeyo morì nel 1942 nella casa del figlio Wesley e della nuora Cecilia.

## Impatto culturale
Fu un simbolo del popolo Hopi e fu una leader nel rinascimento dell'antica arte vasaia. Ha ispirato decine di membri della famiglia nel corso di diverse generazioni a realizzare ceramiche, tra cui le figlie Fannie Nampeyo e Annie Healing.  Una mostra del 2014 al Museum of Northern Arizona ha presentato le opere di quattro generazioni di artisti discendenti di Nampeyo.
Nel 2010, una delle opere d'arte di Nampeyo, un vaso dalla forma bulbosa con figure Hopi Kachina con "volti stilizzati" che indossano "sgargianti copricapi neri e color terra d'ombra bruciata" dipinti sui "quattro lati del vaso", è stata venduta per 350000 dollari. I precedenti proprietari annoveravano Carter Harrison IV (che fu sindaco di Chicago dal 1897 al 1907 e dal 1911 al 1915) e il club d'arte Cliff Dwellers Club (che ricevette in dono l'opera da Harrison negli anni '30).

## Collezioni pubbliche
- Museo statale dell'Arizona, Università dell'Arizona
- Museo d'arte di Denver, Colorado [18]

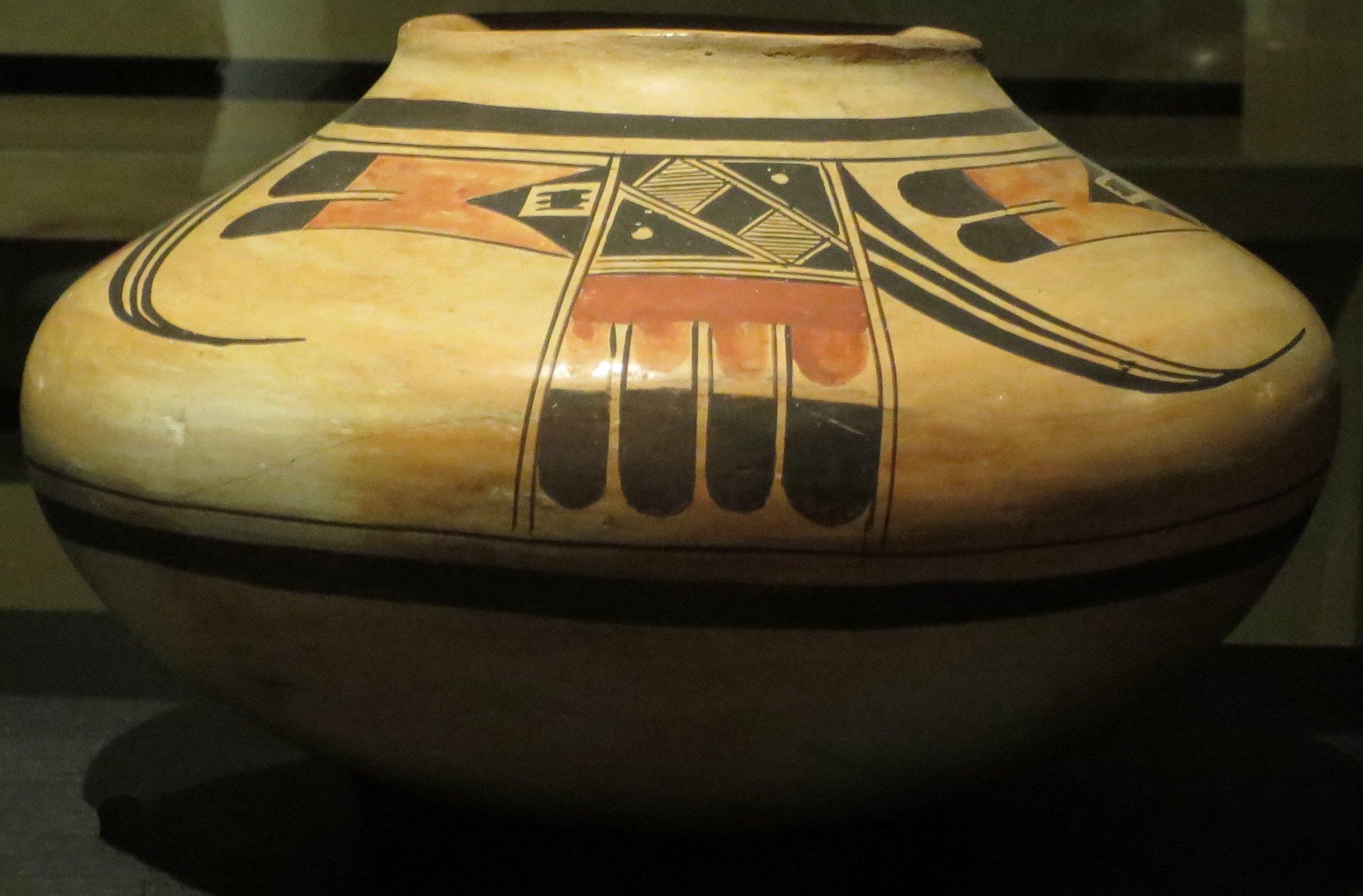
Vaso Hopi-Tewa realizzato da Nampeyo, inizi del 1900, Heard Museum.

- Museo di Kansas City, Kansas City, MO
- Museo indiano Koshare, La Junta, CA [19]
- Museo Millicent Rogers, Taos, NM
- Museo dell'Arizona settentrionale, Flagstaff, AZ
- Museo nazionale degli indiani d'America, Smithsonian Institution, Washington, DC
- Museo di archeologia ed etnologia Peabody, Università di Harvard, Cambridge, MA [10]
- Museo delle arti e della cultura indiana/Laboratorio di antropologia, Santa Fe, NM [20]
- Museo di antropologia Haffenreffer presso la Brown University, Providence, RI[21]